# Dominique Blake
Dominique Blake (* 15. Februar 1987 in Mount Vernon) ist eine jamaikanische 400-Meter-Sprinterin.
Geboren in den USA wuchs sie in Kingston in Jamaika auf. 1999 migrierte sie nach New York und erhielt später ein Sportstipendium an der Pennsylvania State University. 2006 wurde sie aber für neun Monate gesperrt, weil ein Dopingtest positiv auf Ephedrin war.
Bei den Zentralamerika- und Karibikspielen 2010 gewann sie mit der 4-mal-400-Meter-Staffel von Jamaika die Goldmedaille. Außerdem nahm sie an den Commonwealth Games 2010 teil, wo die Staffel aber nicht das Finale erreichte. Bei den Leichtathletik-Hallenweltmeisterschaften 2012 kam sie ins Halbfinale und verpasste nur knapp den Endlauf. Für die Olympischen Spiele 2012 wurde sie nominiert, aber der Dopingtest bei der Olympiaausscheidung war positiv auf Methylhexanamin und sie wurde für sechs Jahre gesperrt.